# Groß-Wien
Groß-Wien ist die Bezeichnung für die durch Eingemeindungen vergrößerte Stadt Wien. Erste Versuche zur Schaffung von Groß-Wien gab es zu Zeiten der Habsburgermonarchie. Nach dem „Anschluss“ Österreichs an das Deutsche Reich 1938 wurde Wien zur „flächenmäßig größten Stadt des Reiches“ erweitert.
Der Begriff „Groß-Wien“ wird heute vor allem benutzt, um das durch die Eingemeindungen während der NS-Zeit vergrößerte Wien von der heutigen Stadt zu unterscheiden, denn in der Besatzungszeit wurde 1954 der größere Teil dieser Erweiterungen rückgängig gemacht. Die Eingemeindungen während der Zeit des Nationalsozialismus haben bis heute Einfluss auf die Infrastruktur der Region. Im verbliebenen Stadtgebiet Wiens wurden einige im Rahmen des Projekts vorgenommene Bezirksumgliederungen beibehalten.

## „Groß-Wien“ in der Kaiserzeit
Die Idee von Groß-Wien tauchte erstmals in der zweiten Hälfte des 19. Jahrhunderts auf. Im Jahre 1850 kam es zur ersten großen Stadterweiterung Wiens. Die Wiener Vorstädte, die innerhalb des Linienwalls lagen, wurden durch niederösterreichisches Landesgesetz eingemeindet und in Bezirke unterteilt. Auf diese Weise wurde die bisherige Stadt zum ersten Bezirk, alle bisherigen Vorstädte wurden zu den Bezirken II bis VIII (nach Teilung des IV. Bezirks: II bis IX).
In der Folgezeit entstanden Diskussionen, ob Wien nicht mit seinen Vororten zu einer Millionenstadt vereint werden sollte. Der Rechtsanwalt Leopold Florian Meißner richtete im Namen des Vorortes Währing eine Petition an den niederösterreichischen Landesausschuss, in dem er die Bildung von Groß-Wien anregte, das die Vororte in die Stadt eingemeinden sollte. Diese Vorschläge stießen beim Wiener Gemeinderat jedoch auf Ablehnung. Man befürchtete im Falle einer weiteren Stadtvergrößerung hohe Kosten, da dies beispielsweise einen Ausbau der Wiener Wasserversorgung bedeutet hätte. Das unruhige Industrie-Proletariat der Vororte sah man nur ungern in die Wiener Einwohnerschaft einbezogen. Auch einige Vororte traten für ihre Selbstständigkeit ein.
Am 30. September 1888 hielt Kaiser Franz Joseph I. anlässlich der Eröffnung des Türkenschanzparks in der damals noch selbstständigen Stadtgemeinde Währing eine Rede. Sie war wohl von der k.k. Regierung des Grafen Eduard Taaffe inspiriert und erregte Aufsehen, denn der Kaiser kommentierte die Eingemeindung der Vororte positiv. Hierauf beschloss der niederösterreichische Landtag 1890 ungeachtet der Einwände die Vereinigung Wiens mit den Vororten. Das Gesetz trat am 1. Jänner 1892 in Kraft. Zu dieser Zeit gab es in Wien rege Bautätigkeit und starke Zuwanderung. Die freien Flächen zwischen den noch unverstädterten Vororten wurden bald aufgefüllt und das Zentrum der Stadt erhielt durch repräsentative öffentliche Bauten neuen Glanz.
Im Jahre 1898 schrieb hierzu die Österreichische Illustrierte Zeitung:

„Groß-Wien hat sich in wenigen Dezennien ganz gewaltig verändert. An Stelle enger und winkeliger Gassen sind breite Straßenzüge mit prunkvollen Palästen getreten, noch vor wenigen Jahren unbebaute Flächen weisen heute gewaltige Hauskomplexe auf. Die Bautätigkeit ist eine ganz enorme und kaum eine Straße wird man finden, in der nicht die Haue des Demolierers irgend ein Stück Alt-Wien niedermacht, um Platz zu schaffen für ein modernes Prunkgebäude. In den sogenannten alten Bezirken ist dieses Schwinden uns liebgewordener Häuser besonders auffällig …“

Zu Beginn des 20. Jahrhunderts erreichte Wien erstmals die 2-Millionen-Einwohner-Marke. Mit der Eingemeindung der Großgemeinde Floridsdorf 1904 – die der niederösterreichische Statthalter eigentlich zur Hauptstadt Niederösterreichs ausbauen wollte – dehnte sich Wien auch auf das linke (nördliche) Donauufer aus. In dieser Zeit entstanden Pläne des Wiener Gemeinderates, die den Ausbau der Stadt zu Groß-Wien mit vier Millionen Einwohnern vorsahen. In diesem Zusammenhang gründete man das Städtische Regulierungsbüro. Als Zeitraum für den städtebaulichen Ausbau wurde etwa ein halbes Jahrhundert veranschlagt, die endgültigen Grenzen wurden nur vage fixiert. Man begann mit der Umsetzung der ersten Projekte, musste die Arbeit jedoch zur Zeit des Ersten Weltkriegs unterbrechen und schließlich nach dem Untergang der Habsburgermonarchie 1918 beenden. Wien verlor Hunderttausende Einwohner, jegliche Idee von Groß-Wien musste wieder aufgegeben werden.

## Das nationalsozialistische Groß-Wien

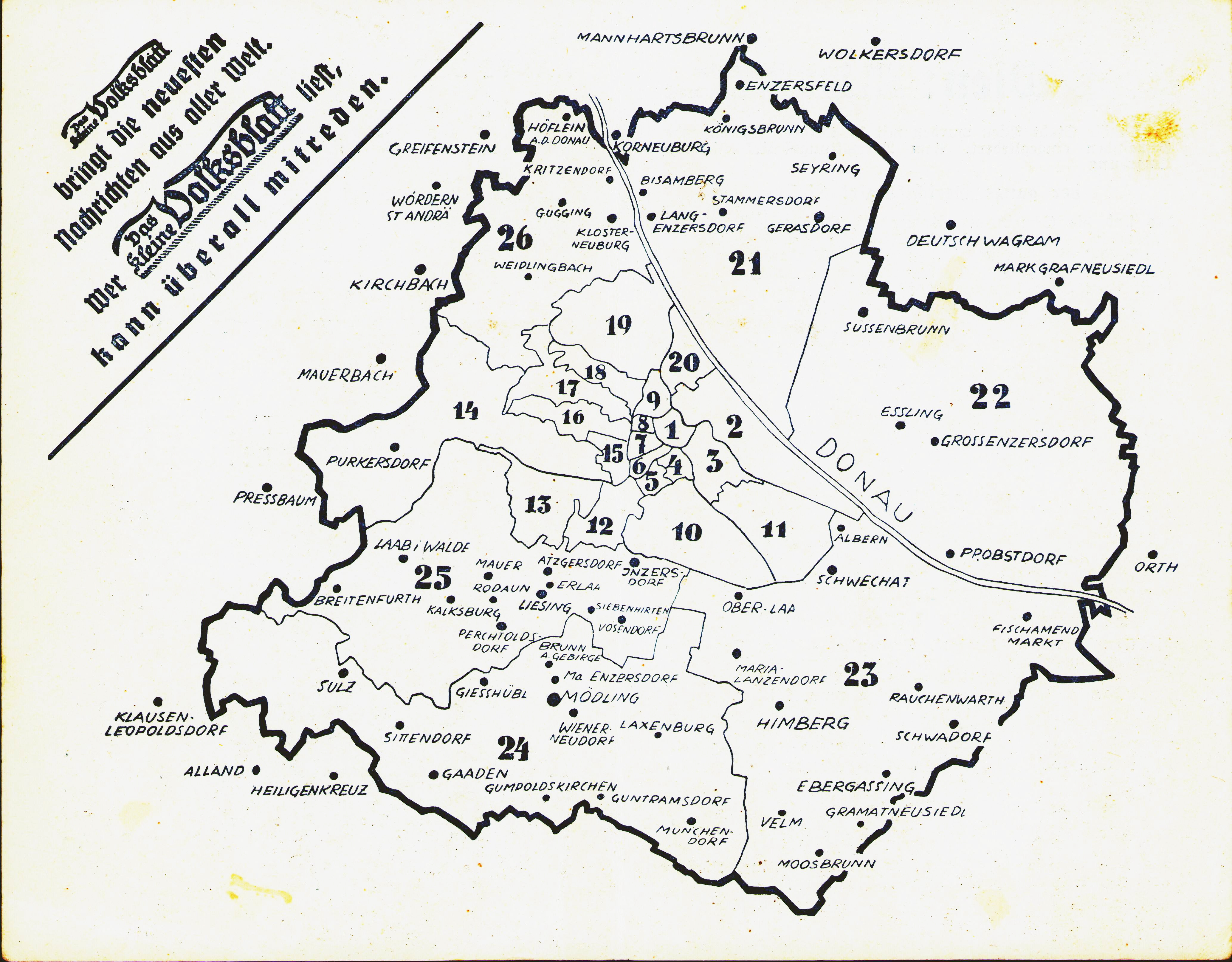
Orte in Groß-Wien

Nach dem am 13. März 1938 erfolgten „Anschluss Österreichs“ an das Deutsche Reich war vor allem die neue Stadtverwaltung an großen Ausbauplänen interessiert. Die nationalsozialistische Führung beschloss deshalb, in der umfangreichen Propagandakampagne für die Volksabstimmung über den bereits vollzogenen Anschluss am 10. April 1938 den Ausbau Wiens von der „zweitgrößten deutschen Stadt“ zur „flächenmäßig größten“ des Reiches, zu Groß-Wien, anzukündigen.
Im Gegensatz zur „Führerstadt Linz“ hatte Wien im Städtebauprogramm des „Dritten Reiches“ keine Priorität. Die Stadt sollte ihren Hauptstadtanspruch allenfalls im kulturellen Bereich bewahren. Dennoch wurde schon ab 1938 auch der Ausbau Wiens geplant. Herangezogen wurde unter anderem der Berliner Architekt Franz Pöcher. Dieser sah für die Leopoldstadt, einen Bezirk mit traditionell hohem jüdischen Bevölkerungsanteil, weitgehende Flächenabrisse vor. Anstelle dieses dicht bebauten Viertels war ein zwischen zwei parallelen Achsen liegendes riesiges Parteiforum vorgesehen. Damit sollte auch Hitlers Wunsch entsprochen werden, die Stadt näher an die Donau zu bringen. Die Ringstraße sollte zu beiden Seiten verlängert werden. Einzelne Aspekte der nationalsozialistischen Großstadtplanung für Wien wurden bis weit nach dem Zweiten Weltkrieg weiter verfolgt, etwa der Gedanke der Donauinsel.
Hinzu kam ein „Aufbauprogramm“, das umfangreiche bauliche Umgestaltungen in Wien vorsah. Als treibende Kraft hinter dem Projekt Groß-Wien galt der damalige Wiener Bürgermeister Hermann Neubacher, der im „Roten Wien“ von 1919 bis 1934 als Generaldirektor die Gemeinnützige Siedlungs- und Baustoffanstalt (Gesiba) geleitet hatte. Nach der Rede Adolf Hitlers am Wiener Heldenplatz am 15. März 1938 befasste man sich in der nationalsozialistischen Stadtverwaltung mit den Umsetzungsplänen der groß angelegten Gebietserweiterung Wiens, die nach dem Vorbild Groß-Hamburgs erfolgen sollte.
Am 23. April 1938 legte die Magistratsdirektion einen Akt über die Gebietsvergrößerung an und ab Mai gab es Besprechungen der einzelnen Verwaltungsgruppen darüber. Dabei wurden teilweise extrem ausgreifende Erweiterungen erwogen (bis zu 8500 km2), bis zu den Quellen der Hochquellenwasserleitungen im Süden und zur Reichsgrenze im Osten. Insbesondere die noch von früher übernommenen Beamten sprachen sich dagegen aus, da Wien dann die teilweise hohen Schulden der niederösterreichischen Gemeinden übernehmen hätte müssen, wobei besonders auf die ganz andere Lage als in Hamburg hingewiesen wurde. Außerdem stieß Neubacher auf den Widerstand der niederösterreichischen NSDAP-Stellen.

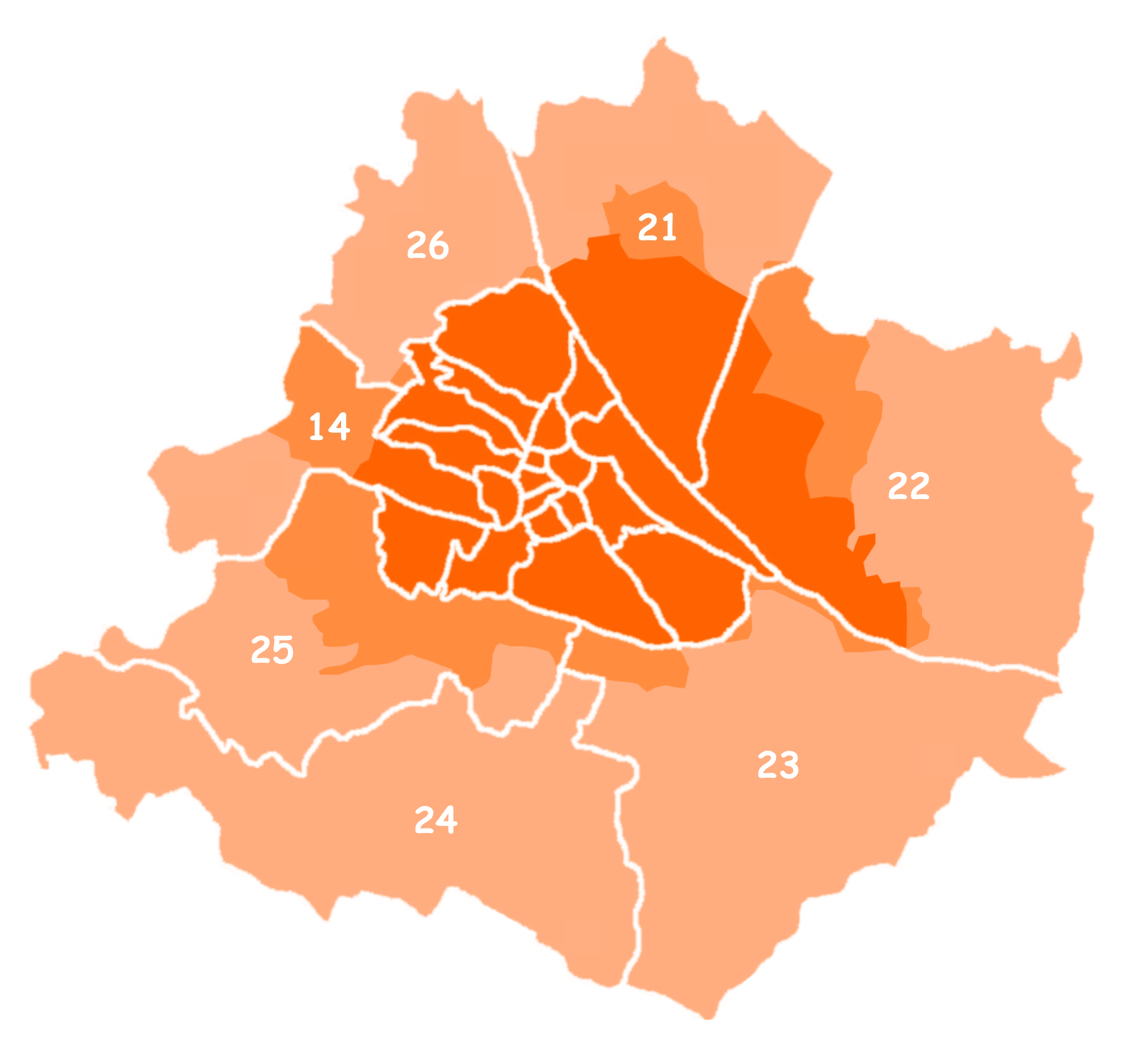
Karte von Groß-Wien:
Stadtgebiet in den alten Grenzen
Stadtgebiet 1938–1954
Stadtgebiet in heutigen Grenzen mittelorange

Am 24. Mai wurde die Eingemeindung von Fischamend, Klosterneuburg, Schwechat, Mödling und Hadersdorf-Weidlingau angekündigt. Die Eingemeindung von Korneuburg und Deutsch Wagram war ebenfalls vorgesehen, es wurde allerdings darauf verzichtet. Am 21. Juli 1938 wurde die Eingemeindung von 97 Gemeinden festgelegt und am 2. September das entsprechende Gesetz vorgelegt.
Es erhielt am 1. Oktober die Genehmigung Hitlers und trat am 15. Oktober 1938 in Kraft. Mit diesem Datum trat auch die Verordnung des Wiener Bürgermeisters in Kraft, in der die neuen Bezirksgrenzen im Detail festgelegt wurden.
Die Bildung Groß-Wiens erfolgte teilweise nach wirtschaftlichen, teilweise nach militärischen Gesichtspunkten. Die so erweiterte Stadt Wien wurde nunmehr in 26 statt bisher 21 Bezirke eingeteilt: Dabei wurden der bisherige 14. und der bisherige 15. Bezirk, beide besonders klein, zum neuen 15. Bezirk zusammengelegt. Aus Teilen des bisherigen 13. Bezirks und neu eingemeindeten Gebieten wurde ein neuer, großer 14. Bezirk gebildet (siehe unten).
Groß-Wien war mit 1.218,98 km² fast fünf Mal so groß wie das frühere Wien und bekam mit der Erweiterung rund 200.000 neue Einwohner. Ab 1. Mai 1939 wurde die Stadt Wien, dem Ostmarkgesetz entsprechend, als Reichsgau definiert. Bei der Volkszählung vom 17. Mai 1939 zählte man 1.929.976 Personen. Als Ausgleich erhielt Niederösterreich bzw. seit 1939 Niederdonau das nördliche und mittlere Burgenland und Südmähren.
Am Tag der Erweiterung wurde eine Triumphfahrt von NSDAP-Gauleiter Odilo Globocnik und Bürgermeister Hermann Neubacher durch die sieben wichtigsten der 97 eingemeindeten Orte organisiert. Diese endete in Mödling, wo die 97 Bürgermeister der betroffenen Gemeinden ihre Amtsgeschäfte symbolisch an den Wiener Bürgermeister übergaben.

### Grenzänderungen bei bestehenden Bezirken
Vor dem „Anschluss“ Österreichs an das Deutsche Reich befanden sich im Westen Wiens die kleinen Bezirke Rudolfsheim und Fünfhaus. Rudolfsheim trug die Bezirksnummer 14, Fünfhaus die Nummer 15. Diese beiden kleinen Bezirke widersprachen jedoch dem Konzept von Groß-Wien, und so wurde Rudolfsheim, das damals auch Sechshaus umfasste, dem 15. Bezirk, Fünfhaus, angegliedert. Der Zusammenschluss der beiden kleinen Bezirke wurde auch nach dem Zweiten Weltkrieg beibehalten, es folgte jedoch eine Umbenennung in Rudolfsheim-Fünfhaus.
Eine Grenzänderung fand auch in Döbling statt, welches Neustift am Walde und Salmannsdorf von Währing erhielt.

### Neue Bezirke im Westen und Norden

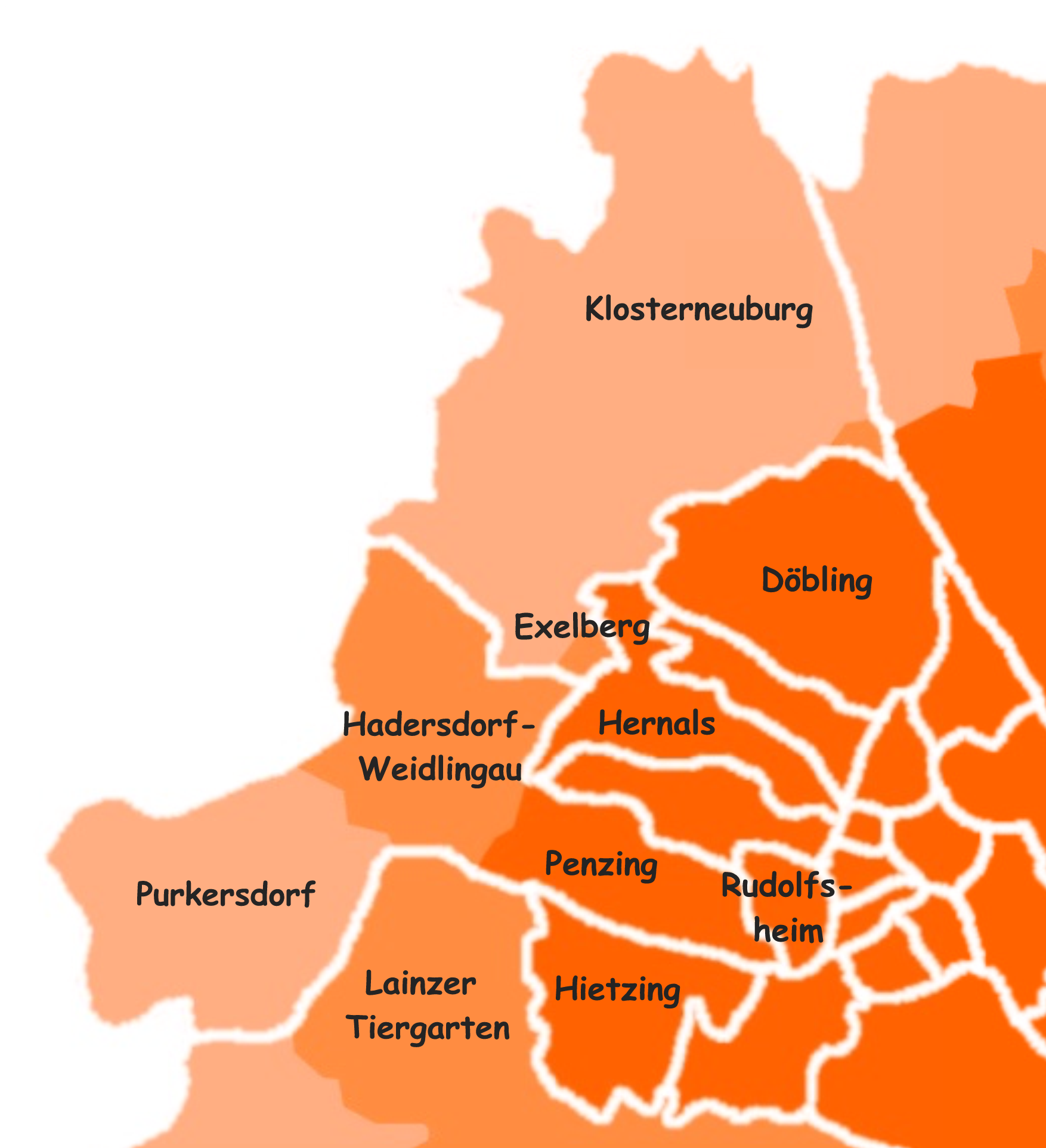
Der Nordwesten Groß-Wiens

Im Westen und Norden Wiens gab es eine vergleichsweise kleinere Erweiterung des Stadtgebietes. Hier grenzte die Stadt an den gebirgigen Wienerwald, so dass eine möglichst schnelle Verstädterung der eingemeindeten Bezirke bei einer größeren Fläche kaum durchführbar gewesen wäre. Die nördlichen Eingemeindungen wurden um die Stadt Klosterneuburg zum gleichnamigen neuen Stadtbezirk zusammengeschlossen.

#### 14. Gemeindebezirk Penzing
An die Stelle von Rudolfsheim als 14. Bezirk trat unter dem Namen Penzing ein völlig neu gebildeter Stadtbezirk im Westen Wiens. Penzing war ursprünglich ein Stadtteil des 13. Bezirkes, Hietzing, und wurde von diesem gemeinsam mit allen weiteren Bezirksteilen nördlich des Wienflusses – Breitensee, Baumgarten, Hütteldorf und Penzing – abgetrennt. Hinzu kamen die an der Stadtgrenze gelegene niederösterreichische Gemeinde im Wienerwald, Hadersdorf-Weidlingau, und die Marktgemeinde Purkersdorf. Hadersdorf-Weidlingau bestand aus den Katastralgemeinden Auhof, Mariabrunn, Weidlingau und Hadersdorf, und bestand in dieser Form seit 1848. Hier wurden vor allem die dichter besiedelten Vororte im Westen Wiens einverleibt. Nach Kriegsende verblieb Hadersdorf-Weidlingau bei Wien, Purkersdorf wurde jedoch Niederösterreich zurückgegeben.
Im Gegensatz zu Währing, das für den Verlust seiner nördlichen Bezirksteile keinen Ersatz zugesprochen erhielt, bekam Hietzing die Friedensstadt, die Siedlung Auhofer Trennstück und westlich benachbarte Siedlungen zugeordnet. Der Lainzer Tiergarten gelangte in den neuen 25. Bezirk, 1954 in den 23. Bezirk und dann 1956 in den 13. Bezirk.
Die Grenze zwischen dem neuen 14. und dem 13. beziehungsweise 25. Bezirk wurde strikt am rechten Ufer des Flusses gezogen und nahm auf die Grenzlinien der betroffenen Katastralgemeinden keine Rücksicht, insbesondere wurde die Katastralgemeinde Auhof geteilt. Diese Abweichungen gibt es bis heute, sodass der 14. Bezirk einige kleine Anteile an Katastralgemeinden hat, deren Hauptteile im 13. liegen und umgekehrt.

#### 26. Gemeindebezirk Klosterneuburg
Im Norden wurde die heute drittgrößte Stadt Niederösterreichs mit ihrer Umgebung an Wien angeschlossen: Klosterneuburg wurde mit seinen Umlandgemeinden Weidling, Weidlingbach, Kritzendorf, Höflein an der Donau, Kierling und Maria Gugging zum neuen 26. Wiener Gemeindebezirk, Klosterneuburg, zusammengefasst. Man beschränkte sich auf das Gebiet der Wiener Pforte und sah vorerst von der Erweiterung bis Tulln ab.
Der Bezirk wurde nach dem Zweiten Weltkrieg fast vollständig wieder an Niederösterreich zurückgegeben, lediglich der Schwarzenbergpark mit der angrenzenden Exelbergsiedlung sowie die Kuchelau, die beide nur teilweise im Bezirk lagen, wurden den Wiener Randbezirken Hernals und Döbling zugeordnet. Die früheren Gemeinden wurden nicht wiederhergestellt, sondern sie wurden Teil der neu konstituierten Stadt Klosterneuburg.

### Neue Bezirke im Osten

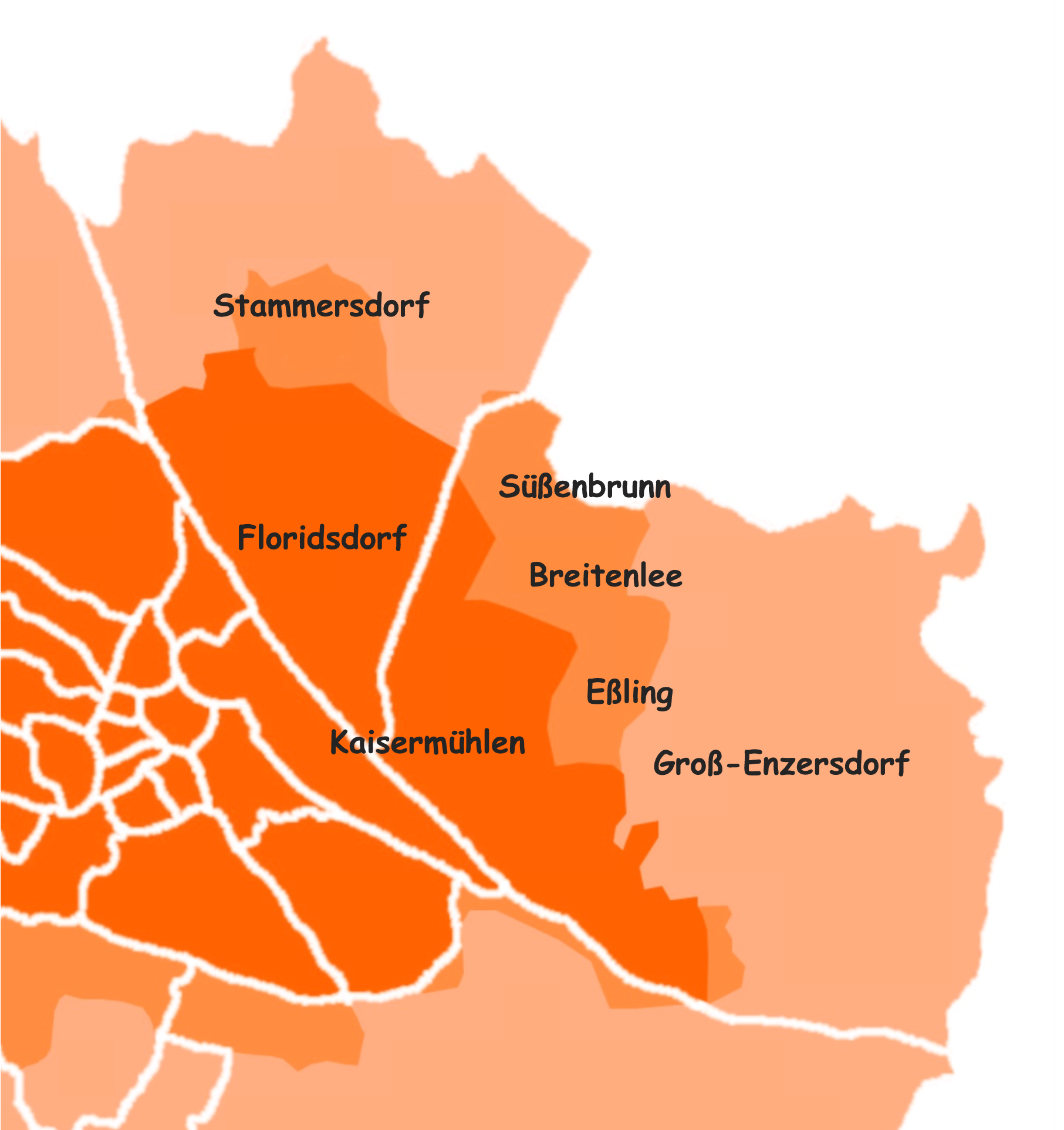
Der Nordosten Groß-Wiens

Im Osten Wiens, auf der nordöstlichen Seite der Donau, wurde bereits im Jahre 1904 durch die Bildung Floridsdorfs aus mehreren landwirtschaftlich geprägten Gemeinden eine große Erweiterung Wiens durchgeführt. Obwohl dieser Bezirk um 1938 noch kaum verstädtert war, entschloss man sich, ihn zu teilen und die neu entstandenen Bezirke unter den Namen Floridsdorf und Groß-Enzersdorf, nach der gleichnamigen neu eingemeindeten größeren Gemeinde, durch mehrere Marchfeldgemeinden zu erweitern.
Floridsdorf wurde 1904 mit den Orten Jedlesee, Großjedlersdorf, Donaufeld, Leopoldau, Kagran, Hirschstetten, Stadlau und Aspern zu Wien eingemeindet. 1910 kam noch Strebersdorf hinzu. 1938 verlor Floridsdorf Stadlau, Hirschstetten, Aspern und die Lobau an den neu gebildeten 22. Bezirk, Groß-Enzersdorf; die Grenze zum neuen 22. Bezirk wurde an der Laaer Ostbahn gezogen. Hinzu kamen die niederösterreichischen Gemeinden vom Verwaltungsbezirk Korneuburg, Flandorf, Hagenbrunn, Langenzersdorf, Bisamberg, Klein-Engersdorf, Enzersfeld, Königsbrunn, Gerasdorf, Stammersdorf, Kapellerfeld und Seyring, welches teilweise auch dem Verwaltungsbezirk Floridsdorf-Umgebung entstammte. Floridsdorf bildete als 21. Bezirk damit den nördlichen Teil von Wiens Hälfte östlich der Donau. Von den elf neu eingemeindeten Gemeinden verblieb 1954 nur Stammersdorf bei Floridsdorf.
Die Bezirksgrenze zur Leopoldstadt wurde von der Alten Donau an den Hauptstrom verlegt, sodass Kaisermühlen zum 21. Bezirk kam, nach dem Zweiten Weltkrieg wechselte es in den 22. Bezirk.

#### 22. Gemeindebezirk Groß-Enzersdorf
Der neue 22. Bezirk, Groß-Enzersdorf, bildete den südlichen Teil der Hälfte Wiens östlich der Donau. Der Bezirk wurde 1938 neu geschaffen. Neben den Teilen, die Groß-Enzersdorf von Floridsdorf bekam, erhielt man des Weiteren vom Verwaltungsbezirk Floridsdorf-Umgebung die Gemeinden Andlersdorf, Breitenlee, Eßling, Franzensdorf, Glinzendorf, Groß-Enzersdorf, Großhofen, Mannsdorf, Mühlleiten, Oberhausen, Probstdorf, Raasdorf, Rutzendorf, Schönau an der Donau, Süßenbrunn und Wittau. Nach dem Zweiten Weltkrieg gab man jedoch fast alle niederösterreichischen Gemeinden, bis auf Breitenlee, Eßling und Süßenbrunn, wieder zurück. Da man so auch den namensgebenden Bezirksteil Groß-Enzersdorf verlor, erfolgte eine Umbenennung in Donaustadt. Die Grenze zum 21. Bezirk wurde nach Nordwesten verlegt, sodass Kagran und Kaisermühlen zum 22. Bezirk kamen. Obwohl die meisten Gemeinden wieder an Niederösterreich zurückgegeben wurden, bildet die Donaustadt den heute flächenmäßig größten Gemeindebezirk Wiens.

### Neue Bezirke im Süden

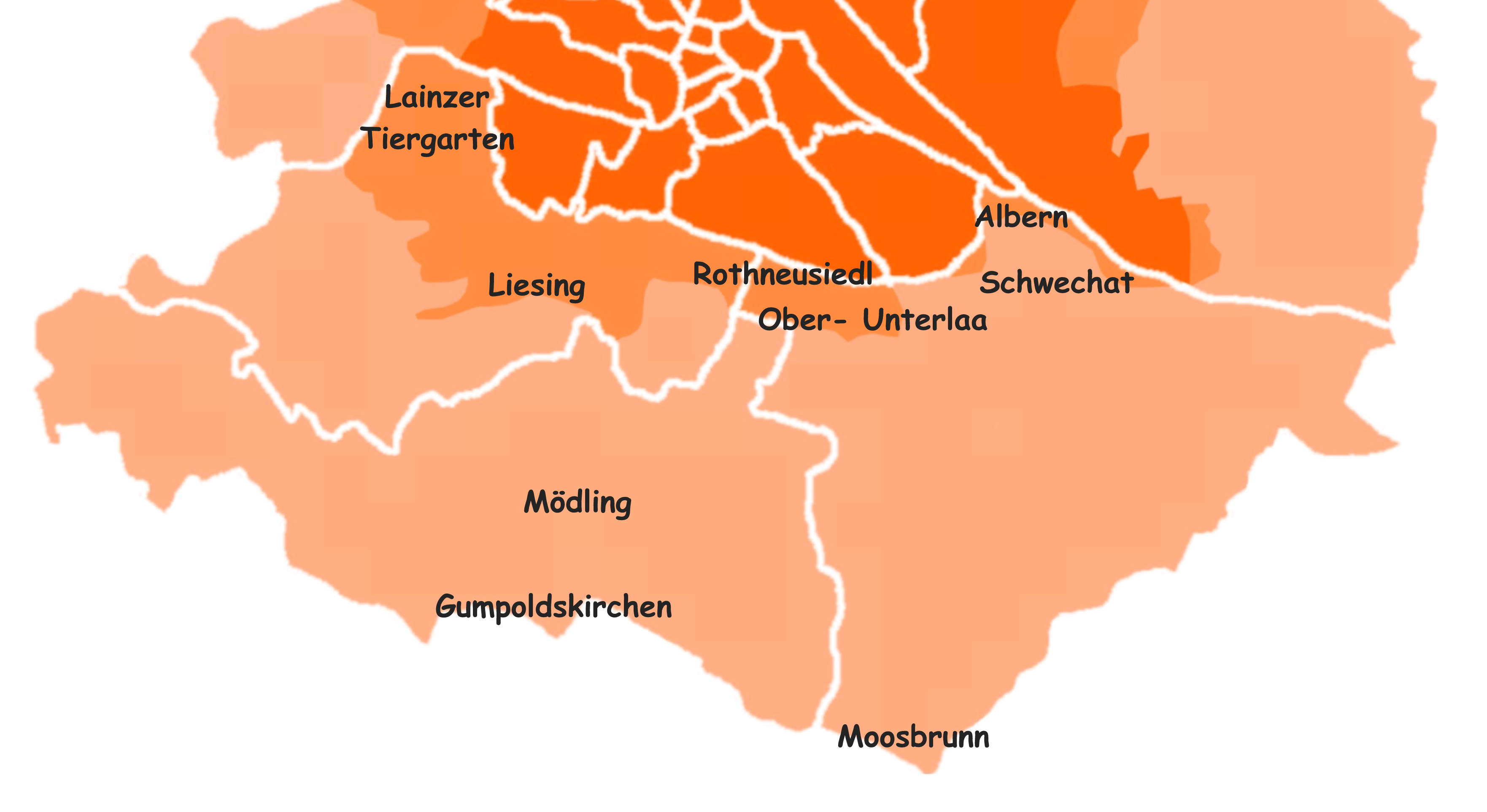
Der Süden Groß-Wiens

Bei der großen Erweiterung Wiens legte man vor allem auf die Eingemeindung zahlreicher Gemeinden im industriell hoch entwickelten und dicht besiedelten Süden Wiens wert. So wurden hier beispielsweise Orte wie Gumpoldskirchen und Moosbrunn einverleibt, die ursprünglich 20 km von der Stadtgrenze entfernt lagen. Als Zentralgemeinden dieser Entwicklung im Wiener Becken wählte man die drei Städte Liesing, Mödling und Schwechat, um die man drei völlig neue Bezirke formte. Ein Maximalplan hätte ursprünglich gar eine Erweiterung Wiens bis nach Wiener Neustadt, 50 km von der alten Stadtgrenze entfernt, vorgesehen (ähnliche Überlegungen waren bereits 1918–1921 angestellt worden, als Wien von Niederösterreich getrennt wurde).

#### 23. Gemeindebezirk Schwechat
Der neue 23. Bezirk, Schwechat, im Südosten Groß-Wiens umfasste die Gemeinden des gleichnamigen Gerichtsbezirks aus dem Verwaltungsbezirk Bruck an der Leitha mit Ausnahme der Gemeinde Enzersdorf an der Fischa. Hierbei handelte es sich neben Schwechat um Albern, Ebergassing, Fischamend Dorf, Fischamend Markt, Gramatneusiedl, Gutenhof, Himberg, Klein-Neusiedl, Leopoldsdorf, Maria Lanzendorf, Moosbrunn, Oberlaa, Oberlanzendorf, Pellendorf, Rauchenwarth, Rothneusiedl, Schwadorf, Unterlaa, Unterlanzendorf, Velm, Wienerherberg und Zwölfaxing. Damit reichte der Bezirk bis knapp an die alten Grenzen des Burgenlands und vergrößerte den Anteil Wiens an der Donau beträchtlich. Nach dem Zweiten Weltkrieg wurde dieser 23. Bezirk jedoch wieder komplett aufgelöst (und die Bezirksnummer für den neuen Bezirk Liesing verwendet). Nur die kleineren Gemeinden Rothneusiedl, Oberlaa und Unterlaa verblieben bei Wien als Teil des 10. Bezirkes, Favoriten, beziehungsweise Albern als Teil des 11. Bezirkes, Simmering.

#### 24. Gemeindebezirk Mödling
Der neue 24. Bezirk Mödling entstand aus dem Gerichtsbezirk Mödling, der die Gemeinden Achau, Biedermannsdorf, Brunn am Gebirge, Dornbach, Gaaden, Gießhübl, Grub, Gumpoldskirchen, Guntramsdorf, Hennersdorf, Hinterbrühl, Laxenburg, Maria Enzersdorf, Mödling, Münchendorf, Sittendorf, Sparbach, Sulz im Wienerwald, Weißenbach, Wiener Neudorf und Wöglerin umfasste. Der neu geschaffene Bezirk war der südlichste und zugleich der am weitesten vom historischen Stadtkern entfernte Bezirk. Seine Grenzen berührten an keiner Stelle die Stadtgrenze von 1937. Aus diesem Grunde entschloss man sich nach dem Zweiten Weltkrieg, den Bezirk als einzigen komplett an Niederösterreich zurückzugeben.

#### 25. Gemeindebezirk Liesing
Der 25. Bezirk, Liesing, wurde im Südwesten Wiens gebildet. Das teilweise hügelige Land umfasste bereits Teile des Wienerwalds. Zum neuen Bezirk Liesing kamen auch die Orte des Gerichtsbezirks Liesing: Atzgersdorf, Breitenfurt, Erlaa, Inzersdorf, Kalksburg, Kaltenleutgeben, Laab im Walde, Liesing, Mauer, Perchtoldsdorf, Rodaun, Siebenhirten und Vösendorf. Nach Kriegsende blieb die nördliche Hälfte des Bezirkes nach zähen Verhandlungen bei Wien – nun als 23. Bezirk, Liesing. Die neue Nummer war durch die Auflösung der bisherigen Bezirke 23 und 24 frei geworden. Bei Wien verblieb die namensgebende Stadt Liesing mit Atzgersdorf, Erlaa, Inzersdorf, Kalksburg, Mauer, Rodaun und Siebenhirten. Der Lainzer Tiergarten im Norden des Bezirkes kam an den 13. Bezirk Hietzing.

### Ausbau der neuen Stadt

#### Nationalsozialistische Stadtbaupläne für Groß-Wien
Trotz der anfänglichen nationalsozialistischen Propaganda war eine großzügige Umgestaltung für Wien von der NS-Führung nicht vorgesehen. Hitler selbst widmete sich lieber anderen Städten in der „Ostmark“, wie der neuen Führerstadt Linz. Wien wurde nur als Binnenhafen und Stützpunkt der Wehrmacht und Luftwaffe im Wehrkreis XVII angesehen, der als eine Basis für die Eroberung der Ost- und Südostgebiete dienen konnte. Aus diesen Gründen kamen die NS-Führung und Gauleiter Josef Bürckel zu dem Schluss, Wien städtebaulich zu konservieren.
Trotz dieser Vorgabe von Adolf Hitler entstanden mehrere Pläne zu einer Umgestaltung der Stadt. Diese wurden vor allem von der Stadtverwaltung selbst in Auftrag gegeben. Erste Pläne zum Umbau Wiens entstanden bereits vor dem Anschluss im Büro Albert Speers, wenn auch ohne dessen Beteiligung. Diese Pläne wurden von beamteten Architekten im Wiener Stadtplanungsamt aufgegriffen. Es wurden zahlreiche Machbarkeitsstudien in Auftrag gegeben. Vor allem unter Wiens zweitem Gauleiter, Baldur von Schirach, entstand eine rege Baufantasie und Planungsaktivität. In den Jahren 1940 bis 1942 betraute Schirach den deutschen Reichsarchitekten Hanns Dustmann mit Neugestaltungsplanungen für Wien. Die Ausarbeitung von Plänen für Groß-Wien wurde jedoch mit fortschreitendem Kriegsverlauf wieder eingestellt.
Die nicht verwirklichten Pläne für die Umgestaltung des neuen Groß-Wien sahen unter anderem vor, das Zentrum Wiens „näher an die Donau zu rücken“. Dies sollte durch zwei monumentale, parallel verlaufende Straßenachsen, die vom jeweiligen Endpunkt der Ringstraße, dem Schottenring beziehungsweise dem Stubenring, beginnend über die Donau bis zu einem neuen „Donauforum“ im Bereich der Alten Donau führen hätten sollen. Dort sollte am Donauufer unter anderem ein 350 m hoher steinerner Kuppelbau, ähnlich wie in Berlin, entstehen. Weiters sollte eine in über 100 m Höhe auf riesigen Viaduktbögen verlaufende „Via triumphalis“ entstehen, die von der Votivkirche am Ring über den Gaußplatz in der Brigittenau bis auf den Kahlenberg zu einem NS-Ehrenmal führen und die Weinhänge von Sievering und Grinzing überspannen sollte. Als Vorbild dieser Umbaupläne dienten meist historische Vorlagen aus der Zeit des Barocks beziehungsweise gründerzeitliche Vorstellungen.

#### Wohnungsbau und Infrastruktur
Nach der vollzogenen Gebietserweiterung Wiens sollten die neu erschlossenen Gebiete rasch infrastrukturell erschlossen sowie die zahlreichen Baulücken nach und nach geschlossen werden. Bereits im Herbst 1938 feierte man die Fertigstellung der „Ersten nationalsozialistischen Siedlung der Ostmark“, der „SA-Dankopfersiedlung Leopoldau“, die jedoch bereits vor dem „Anschluss“ nahezu vollendet war. Im Jahre 1939 wurde schließlich ein umfangreiches Wohnbauprogramm vorgestellt, das eine Errichtung von 60.000 neuen Wohnungen vorsah. 12.000 dieser geplanten Wohnungen waren Teil eines besonderen Sofort-Wohnprogrammes, das besonders schnell realisiert werden sollte.
Diese Programme sollten die Leistungen der sozialdemokratischen Stadtverwaltung im Bereich des kommunalen Wohnbaus vor dem „Anschluss“ in den Schatten stellen. Dennoch kam es nur mehr zur Errichtung von etwa 3.000 neuen Wohnungen. Die größte neu errichtete Siedlung war die Wienerfeld-Siedlung West und Ost im Süden Groß-Wiens mit 500 Wohnungen. Die meisten der neuen Wohnungen wurden jedoch in kleineren Baulücken im dichter besiedelten Gebiet Wiens errichtet.
Die Wohnungsbaupläne der Nationalsozialisten waren gescheitert, in den letzten Kriegsjahren ab 1942 konnten gar keine neuen Wohnungen mehr fertiggestellt werden. Die zunehmende kriegsbedingte Zuwanderung konnte in den Anfangsjahren durch jene Wohnungen gedeckt werden, die sich zuvor in jüdischem Besitz befunden hatten: Vor dem „Anschluss“ lebten rund 170.000 Juden in Wien. Durch Vertreibung und Deportation kamen rund 78.000 Wohnungen in die Hände der nationalsozialistischen Stadtverwaltung und wurden „arisiert“. Mit Fortschreiten des Krieges stellten sich jedoch zunehmende Wohnungsknappheit und Versorgungsengpässe ein. In Wien kam es aufgrund dessen zu einer vermehrten Anlage neuer Schrebergärten. Die Stadtverwaltung beschloss schließlich die Zwangsbewirtschaftung des Wohnungsbestandes sowie ab Ende 1943 eine Zuzugsperre auszusprechen.
Der infrastrukturelle Ausbau der Stadt betraf stark den Ausbau der öffentlichen Verkehrsmittel. Die neuen Randbezirke sollten rasch an das öffentliche Verkehrssystem des alten Stadtgebietes angepasst werden. So wurde beispielsweise eine S-Bahn-Linie bis Franzensdorf geplant, um die ehemaligen Marchfeldgemeinden im Osten besser erreichen zu können. Die dünner besiedelten Gebiete am neuen Stadtrand sollten durch den neu geschaffenen Oberleitungsbus Wien mit der Innenstadt verbunden werden. 1943 begann man mit dem Bau der ersten zwei Linien nach Salmannsdorf sowie Klosterneuburg. Hierfür wurden fünf Unterwerke, davon eines in Klosterneuburg, errichtet sowie (ebenfalls in Klosterneuburg) eine Reichspostgarage für diese Strecke adaptiert. Richtung Süden fuhr bereits früher die Straßenbahn (360er) bis Mödling. Das Zentrum Wiens sollte durch eine U-Bahn erschlossen werden. Die Planungen hierfür übernahm die Siemens-Bauunion. Nach dem Zweiten Weltkrieg wurden diese Projekte teilweise wiederaufgenommen. Das Obusnetz sollte ursprünglich weiter ausgebaut und betrieben werden. Nach der Trennung Klosterneuburgs von Wien wurde das Projekt jedoch schließlich ganz eingestellt. Die Unterwerke sind jedoch noch heute teilweise erhalten. Die U-Bahn wurde in ähnlicher Streckenführung in den 1970er und 1980er Jahren errichtet.
Des Weiteren sollte der Bau einer Stadtautobahn und eines Autobahnringes erfolgen. 1940 erfolgten dazu bereits viele Grundeinlösungen und die ersten Brückenbauten für die heutige Wiener Außenringautobahn A 21, die erst in den 1970er Jahren – größtenteils nach der alten Trassierung – gebaut wurde. Auch die heutige Wiener Außenring Schnellstraße S 1 wurde damals bereits projektiert, musste aber nach den heutigen Gegebenheiten umgeplant werden. Bei Groß-Enzersdorf und Schwechat, im neuen Süden Groß-Wiens, sollten zudem hochseetüchtige Donauhäfen entstehen. Dies sollte im Zusammenhang mit der geplanten Eröffnung des Rhein-Main-Donau- und des Donau-Oder-Kanals im Jahre 1945 geschehen. Die neuen Häfen sollten des Weiteren eine Ansiedlung von Industriebetrieben nach sich ziehen. Neben den geplanten Donauhäfen kam es zu einer tatsächlichen Errichtung eines Getreidehafens in Albern nahe Schwechat. In den Jahren 1939 bis 1942 wurde von Zwangsarbeitern der riesige Getreidehafen errichtet, über den Getreide aus Ost- und Südosteuropa nach Deutschland transportiert wurde. Der Alberner Hafen steht bis heute in Betrieb.

#### Militärische Aufrüstung

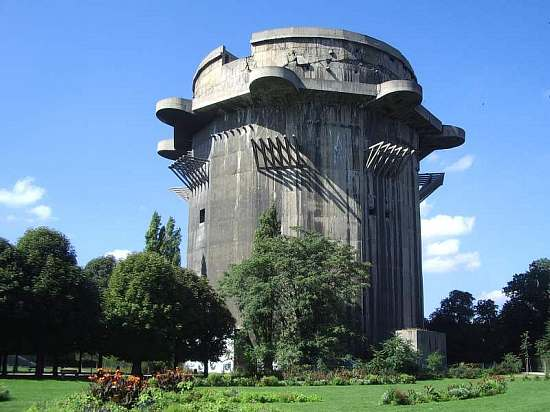
Der Gefechtsturm im Augarten

Eine der deutlichsten Veränderungen im Stadtbild im Zuge der militärischen Aufrüstung der Stadt brachte die Errichtung der Wiener Flaktürme. Die drei fertiggestellten Flakturmpaare stehen bis heute in der Stadt. Ursprünglich hätten sie nach dem Sieg, mit Marmor verkleidet, als Denkmäler für die gefallenen deutschen Soldaten dienen sollen. Weitere militärische Neubauten waren die Errichtung eines Stützpunktes der deutschen Luftwaffe und einer Luftkampfschule bei Wien-Seyring. Auch der heutige Flughafen der Stadt, Wien-Schwechat, geht auf einen Militärflugplatz zurück, der damals in Groß-Wien errichtet wurde.

### Gauleiter und Reichsstatthalter
Der Parteigau der NSDAP für die Stadt Wien wurde im Jahr 1926 gegründet. 1939 wurden die Stadt Wien und die nach den Veränderungen vom Herbst 1938 übrig gebliebenen ehemaligen österreichischen Länder als Reichsgaue konstituiert (siehe Ostmarkgesetz). Die NSDAP-Gauleiter (ab 1939 gleichzeitig Reichsstatthalter des jeweiligen Reichsgaues) waren:
- 1926: Robert Derda
- 1928: Eugen Werkowitsch
- 1930: Alfred Eduard Frauenfeld
- 1937: Leopold Tavs
- 1938: Franz Richter[5]
- 1938: Odilo Globocnik
- 1939: Josef Bürckel
- 1940: Baldur von Schirach

### Das Ende Groß-Wiens
Nach dem Ende des Zweiten Weltkriegs wurde von verschiedenen Seiten die Aufhebung der Eingemeindungen vom 15. Oktober 1938 gefordert. Die sowjetische Besatzungsmacht setzte durch, dass die Viersektorenstadt Wien besatzungsrechtlich nur in ihren Grenzen von 1937 in vier Sektoren geteilt wurde; alle 1938 hinzugekommenen Gebiete gehörten militärisch zu Niederösterreich, Teil der sowjetischen Besatzungszone.
In Verhandlungen, die Wien und Niederösterreich über die Rückgliederung führten, einigte man sich 1946 darauf, 17 frühere Gemeinden bei Wien zu belassen, diese jedoch ausschließlich mit sowjetisch besetzten Bezirken zu vereinigen, um mit Besatzungsrecht nicht in Konflikt zu geraten. Das Gebietsänderungsgesetz wurde von den beiden Landtagen und am 29. Juni 1946 vom Nationalrat als Verfassungsgesetz beschlossen. Die Alliierte Kommission erhob jedoch auf Grund eines sowjetischen Vetos überraschend Einspruch, so dass das Gesetz nicht kundgemacht werden und in Kraft treten konnte. Die Sowjets wünschten bis 1954 keinerlei Änderung des Status quo.
Von 1946 bis 1954 gehörten die betroffenen Gemeinden besatzungsrechtlich zu Niederösterreich, staatsrechtlich waren sie nicht eindeutig zugeordnet: Sie gehörten zwar zu Wien, hatten jedoch keine gewählten Bezirksvertretungen, sondern nur einen vom Wiener Bürgermeister als seinen Vertreter eingesetzten Ortsvorsteher. Die betroffenen Bürger waren bei den Wiener Gemeinderatswahlen nicht stimmberechtigt, durften aber Abgeordnete zum Niederösterreichischen Landtag wählen, die dort allerdings nicht stimmberechtigt waren. Die Steuern wiederum kamen der Stadt Wien zugute.
Die entstandene Rechtslage verunmöglichte es bis 1954 allen hinzugekommenen Teilen Groß-Wiens Bezirksvertretungswahlen bzw. jegliche Kommunalwahlen abzuhalten. Die Bezirksvertretungen wurden anhand von übergeordneten Wahlergebnissen bestellt. In den Bezirken mit eingemeindeten Orten wurden diese in der Bezirksvertretung lediglich durch beratende Ortsvorsteher repräsentiert.
Im Bezirk Mödling, als zukünftig ausgegliederter Bezirk, wurde die Bezirksvertretung von dem provisorischen Mödlinger Gemeindeausschuss und später Gemeinderat, mit Stimmverhältnissen lokaler Landtagswahlergebnisse, übernommen. Weiters wurde der vom Mödlinger Gemeindeausschuss designierte Mödlinger Bürgermeister vom Wiener Bürgermeister zu einem Ortsvorsteher ernannt und mit kommunaler Funktion eines Bezirksvorstehers betraut.
In dieser Zeit kam es immer wieder zu Volksbefragungen in den betroffenen Gebieten, ob die Bürger Wiener bleiben wollten. Schließlich gab die Alliierte Kommission nach, und am 23. Juni 1954 konnte das Gebietsänderungsgesetz von 1946 kundgemacht werden und am 1. September 1954 in Kraft treten: 17 Orte blieben nun definitiv bei Wien, 80 wurden wieder Teil von Niederösterreich. Von den aus Wien ausgegliederten Orten wurden einige prompt in andere Gemeinden eingegliedert, so erhielt Klosterneuburg alle sechs Gemeinden des gleichnamigen Bezirkes und Schwechat wurde um Kledering, Altkettenhof, Neukettenhof, Rannersdorf und Mannswörth vergrößert. Auch Gutenhof (nach Himberg) und Wöglerin (nach Sulz im Wienerwald) wurden nicht wieder selbstständig, außerdem fusionierten Ober-Lanzendorf und Unter-Lanzendorf zur Gemeinde Lanzendorf. Somit entstanden 66 neue Gemeinden.
Gegen dieses Gesetz wehrten sich nun einige der von der Rückgliederung betroffenen Orte. Vor allem die Stadt Schwechat trat massiv für den Verbleib bei Wien beziehungsweise für die Wiedereingemeindung ein. Die Stadt Wien bemühte sich in den Jahren nach 1955, als die Besatzungsmächte abzogen, um die Eingemeindung von Satellitenstädten im Süden wie beispielsweise Vösendorf. Dennoch bestehen Wiens Stadtgrenzen seit 1954 unverändert.
Die Frage war ein innenpolitisches Thema, das vor allem durch die politischen Mehrheitsverhältnisse in den Gemeinden geprägt war. Da die meisten betroffenen größeren Gemeinden SPÖ-Mehrheiten hatten, ergab sich die kuriose Situation, dass die Wiener SPÖ für die Beibehaltung der Eingemeindungen war, die niederösterreichische SPÖ aber dagegen, da dies ihre weitere Schwächung im ÖVP-dominierten Niederösterreich bedeutet hätte. Bei der ÖVP war die Situation genau umgekehrt. Das führte sogar zu gegenseitigen Vorwürfen der jeweiligen Landesorganisationen.

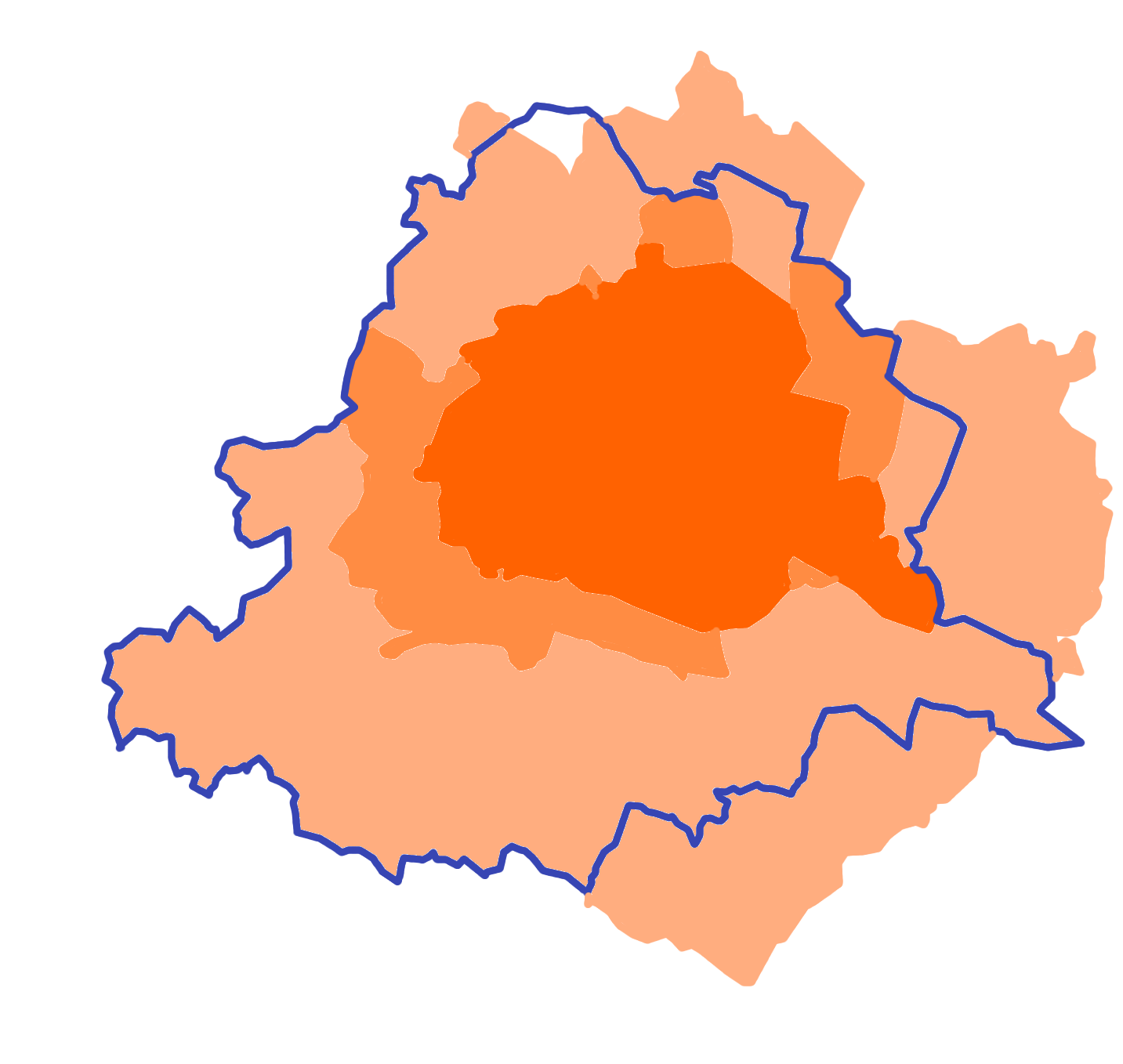
Grenzvorschlag der Enquete für den Wiederaufbau (blaue Linie). Die meisten ländlichen Gebiete sollten abgetreten werden, Korneuburg allerdings dazukommen

In den Jahren 1945 und 1946 fand eine Enquete über den Wiederaufbau Wiens nach dem Krieg statt. Dabei wurde auch ein Vorschlag für eine neue Grenzziehung ausgearbeitet, der allerdings durch die politischen Beschlüsse von 1946 hinfällig wurde.

### Auswirkungen der Auflösung Groß-Wiens
Die Auflösung Groß-Wiens 1954 bereitete zahlreiche infrastrukturelle Probleme. Zunächst musste entschieden werden, wie die 80 zurückgefallenen Gemeinden auf die bereits bestehenden Bezirke Niederösterreichs verteilt werden sollten. Der ehemalige Wiener Bezirk Mödling wurde wieder zu einem niederösterreichischen Bezirk erhoben, dieser Bezirk erhielt auch jene Teile Liesings, die nicht bei Wien verblieben. Die restlichen Gemeinden wurden kurzerhand zum Bezirk Wien-Umgebung erklärt, obwohl dieser kein zusammenhängendes Gebiet darstellte. Bereits 1957 schieden fast alle Gemeinden links der Donau aus dem Bezirk aus; die ehemaligen Floridsdorfer Bezirksteile außer Gerasdorf wechselten zum Bezirk Korneuburg, die ehemaligen Groß-Enzersdorfer Bezirksteile gelangten zum Bezirk Gänserndorf. Ende Dezember 2016 wurde der Bezirk vollständig aufgelöst und auf die Bezirke Korneuburg, Tulln, St. Pölten-Land sowie Bruck an der Leitha aufgeteilt.
Um die ausgegliederten Gemeinden, die großteils einen hohen Zweitwohnungsbesitzeranteil hatten, finanziell zu entlasten, wurde der 7er-Schlüssel geschaffen. Danach bekamen auch kleine Gemeinden pro Einwohner so hohe Ertragsanteile, wie sie normalerweise eine 50.000-Einwohner-Stadt bekommt. Dieser 7er-Schlüssel wurde erst in den 1990er Jahren durch andere kleine Gemeinden als Ungleichheit beim Verfassungsgerichtshof bekämpft und in der Folge abgeschafft.
Eine weitere Auswirkung, die bis heute gilt, ist die Netzinfrastruktur der Umlandgemeinden. Das Strom- und Gasnetz wird teilweise durch die Wiener Netze GmbH und nicht von der Netz Niederösterreich GmbH bereitgestellt.